# 天主教波苏阿雷格里总教区

Regional CNBB Leste 2.

天主教波苏阿雷格里总教区

天主教波蘇阿雷格里總教區（拉丁語：Archidioecesis Pousalegrensis）是羅馬天主教在巴西的一個教省總教區，下轄兩個教區。
1900年8月4日成立教區，1962年4月14日升為總教區。總教區位於米納斯吉拉斯州西南部，2004年有教友660,580人，佔轄區總人口90.4%。教區下轄五十三個堂區，有九十一名司鐸。現任教區總主教為里卡多·伯多祿·查韋斯·小平托。